# Cyrtodactylus tigroides
Cyrtodactylus tigroides este o specie de șopârle din genul Cyrtodactylus, familia Gekkonidae, ordinul Squamata, descrisă de Bauer, Sumontha și Olivier S.G. Pauwels în anul 2003. Conform Catalogue of Life specia Cyrtodactylus tigroides nu are subspecii cunoscute.